# Soia
La soia o soja (Glycine max (L.) Merr. o Glycine soja Siebold & Zucc.) és una planta herbàcia de la família de les fabàcies originària de l'est d'Àsia present a la Xina, al Japó, a Corea i a Taiwan. Actualment es cultiva en gran quantitat a tota Àsia, als Estats Units, i a l'Amèrica del Sud (Brasil, Argentina i Paraguai). Als Països Catalans la soia és present a les Illes Balears. Aquesta planta sol créixer en horts i camps de cultiu, tot i que algunes plantes silvestres poden créixer en prats i estepes.
Utilitzada a la Xina durant més de 5.000 anys, avui dia la soia és present a molts aliments, tant de tradicionals com de nous i també com a additiu d'aliments preparats. Entre els preparats tradicionals de la soia trobem la llet de soia i el tofu entre les preparacions no fermentades i la salsa de soia, el miso, el natto o el tempeh entre els fermentats. D'altra banda, la soia és la base per a produir l'oli de soia, que suposa gairebé la meitats dels olis vegetals produïts al món. Però la soia també s'utilitza com a ingredient o additiu de tota mena de preparats alimentaris com per exemple embotits, pizzes, hamburgueses, pastisseria i fins i tot a la xocolata.
Els productors principals són els Estats Units (32%), el Brasil (28%), l'Argentina (21%), la Xina (7%) i l'Índia (4%). Les llavors de soia contenen quantitats significatives d'àcid fític, àcid alfa-linolènic i de les isoflavones genisteina i daidzeina. La soja pot produir com a mínim el doble de proteïnes per hectàrea que qualsevol altre conreu vegetal, de 5 a 10 vegades més proteïnes per hectàrea que les terres de destinades al pasturatge dels animals destinats a la producció de llet, i fins a 15 vegades més proteïnes per hectàrea que les terres destinades a la producció de carn.

## Etimologia
El nom que s'ha donat a la soia prové del vocable antic utilitzat pels xinesos: sou, com la denominaven antigament.

## Taxonomia
El nom del gènere Glycine va ser introduït per Carl von Linné el 1737 a la primera edició de la seva obra Genera Plantarum. La paraula glycine deriva del grec glykys (dolç) i probablement es refereix a la dolçor dels tubercles comestibles en forma de pera (apios en grec) que produïen els nadius d'Amèrica del Nord, una lleguminosa herbàcia enfiladissa, Glycine apios, ara coneguda com a Apios americana. La soia conreada va aparèixer per primera vegada a l'obra Species Plantarum amb el nom de Phaseolus màx L. La combinació, Glycine max ((L.) Merr.), va ser per proposada el 1917 per Elmer Drew Merrill (1876 – 1956) i ha esdevingut en el nom acceptat d'aquesta planta.
El gènere Glycine Willd. es divideix en dos subgèneres, Glycine i Soja. El subgènere Soja ((Moench) F.J. Herm.) inclou la soia conreada, Glycine max ((L.) Merr.) i la soia silvestre,Glycine soja (Sieb. & Zucc.). Aquesta darrera espècie, també anual és l'ancestre de la Glycine max i creix de manera silvestre a la Xina, el Japó, Corea, Taiwan i Rússia. El subgènere Glycine consta de com a mínim 16 espècies perennes silvestres, en són exemples, Glycine canescens (F.J. Herm.) i G. tomentella (Hayata), totes dues es troben a Austràlia i Papua Nova Guinea.
Com en el cas d'altres conreus domesticats fa molt temps, la relació entre la soia moderna conreada i les espècies silvestres ja no pot ser traçada amb certesa. Glycine max és un cultigen amb un gran nombre de varietats cultivars.

## Morfologia

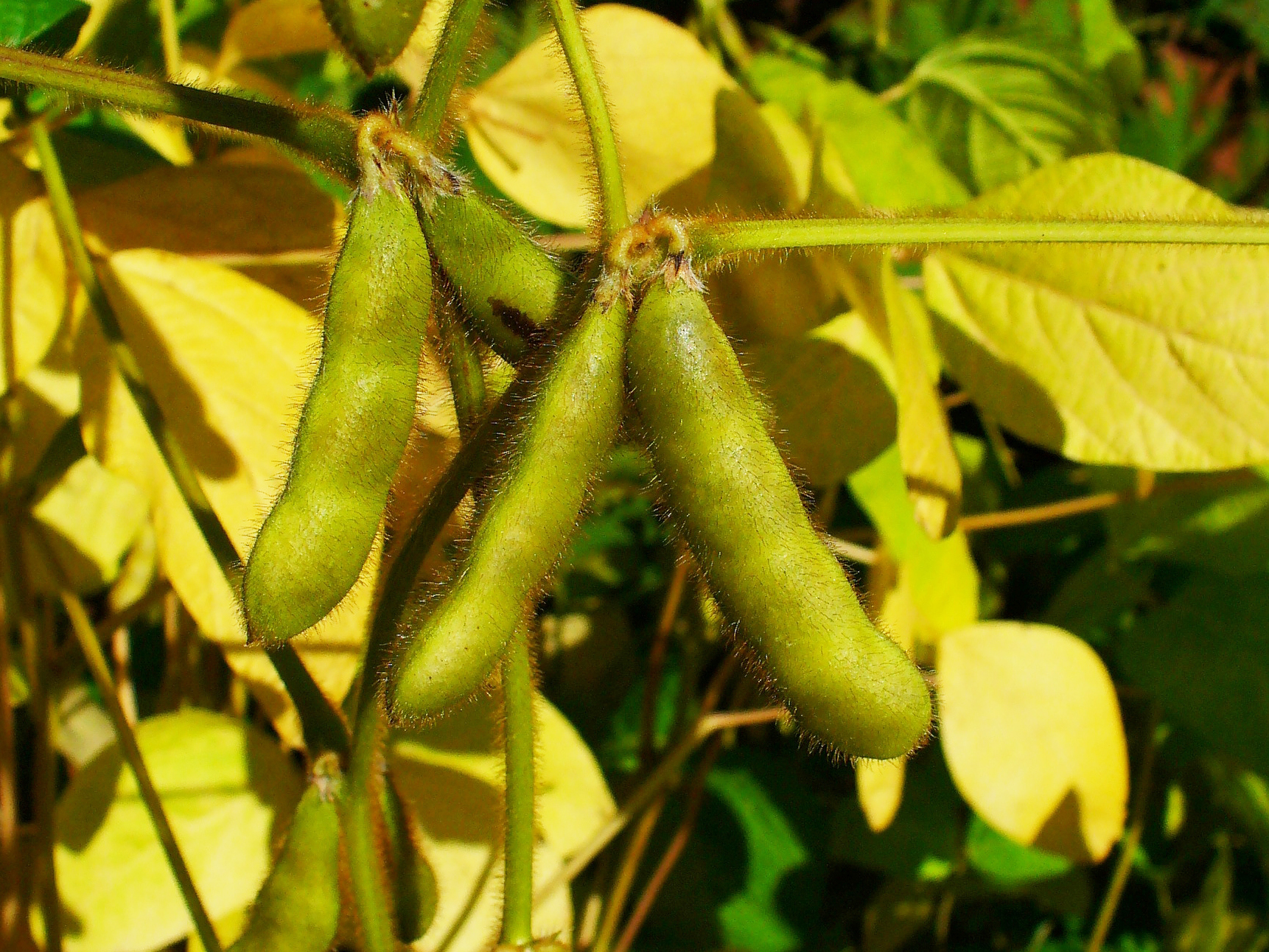
Planta de soia al final del seu cicle vital amb els fruits (llegums) totalment desenvolupats, observeu el pèls que els recobreixen. Fotografiada al jardí botànic del Karlsruher Institut für Technologie de Karlsruhe.

És una planta herbàcia anual, el seu cicle vegetatiu oscil·la de tres a set mesos; se sembra al novembre, desembre i gener, i la seva època de floració és al juliol i a l'agost.
És una herba força alta que acostuma a superar el metre d'altura. Les fulles, la tija i els fruits són pubescents, el color dels pèls és variable, de rosa a marró grisós.
L'arrel és de tipus axonomorf, l'arrel principal pot arribar fins a un metre de profunditat, encara que normalment no sobrepassa els 40-50 cm. Tant a l'arrel principal com a les secundàries hi ha nòduls radicals on s'estableix una relació de simbiosi entre la planta i alguns bacteris (del gènere Rhizobium o Bradyrhizobium), com ho fan totes les plantes de la família de les fabàcies a la qual pertany la soia. Aquesta simbiosi permet la fixació de nitrogen pròpia d'aquesta família de plantes.
La tija és herbàcia, erecta, rígida, sol ser ramificada i d'altures variables segons les varietats i condicions de cultiu. Les fulles són alternes, compostes trifoliades amb folíols ovalats i pecíols curts, les fulles basals acostumen a ser simples. Aquestes són de color verd característic que es torna groc quan la planta madura, quedant finalment sense fulles.
La soia té inflorescències racemoses en forma de raïm (2-4 flors roses) que neixen a l'axil·la de les fulles. Les flors són hermafrodites, pentàmeres i zigomorfes, de color blanc, rosa o púrpura, i de 5 a 7 mm. Els cinc pètals que formen la corol·la són lliures i formen una estructura molt constant i característica. El pètal superior, l'estàndard, neix externament als altres pètals, ales i carena, de manera que els embolcalla, fenomen que s'anomena prefloració descendent. El calze està format per 5 sèpals soldats. L'androceu consta de 10 estams, 9 estan soldats i 1 és lliure; el gineceu està format per un únic ovari súper, amb un únic carpel que conté nombrosos primordis seminals.
La soja és una lleguminosa i com a tal el seu fruit és un llegum dehiscent de fins a 7 cm de longitud amb 4-5 llavors en el seu interior. Segons la varietat, les llavors poden ser de diferents colors: grogues, verdes o negres. Aquestes llavors generalment són esfèriques semblants a un pèsol.

## Composició química
| Valor nutritiu de 100 grams de llavors de soia |          |
| Energia                                        | 1.866 kJ |
| Aigua                                          | 8,54 g   |
| Glúcids                                        | 30,16 g  |
| Sucres                                         | 7,33 g   |
| Fibra alimentària                              | 9,3 g    |
| Greixos                                        | 19,94 g  |
| G. saturats                                    | 2,884 g  |
| G. Monoinsaturats                              | 4,404 g  |
| G. Poliinsaturats                              | 11,255 g |
| Proteïnes                                      | 36,49 g  |
| Aminoàcids                                     |          |
| Triptòfan                                      | 0,591 g  |
| Treonina                                       | 1,766 g  |
| Isoleucina                                     | 1,971 g  |
| Leucina                                        | 3,309 g  |
| Lisina                                         | 2,706 g  |
| Metionina                                      | 0,547 g  |
| Cisteïna                                       | 0,655 g  |
| Fenilalanina                                   | 2,122 g  |
| Tirosina                                       | 1,539 g  |
| Valina                                         | 2,029 g  |
| Arginina                                       | 3,153 g  |
| Histidina                                      | 1,097 g  |
| Alanina                                        | 1,915 g  |
| Àcid aspàrtic                                  | 5,112 g  |
| Àcid glutàmic                                  | 7,874 g  |
| Glicina                                        | 1,880 g  |
| Prolina                                        | 2,379 g  |
| Serina                                         | 2,357 g  |
| Vitamines                                      |          |
| Vitamina A                                     | 1 μg     |
| Vitamina B₆                                    | 0,377 mg |
| Vitamina B₁₂                                   | 0 μg     |
| Vitamina C                                     | 6,0 mg   |
| Vitamina K                                     | 47 μg    |
| Minerals                                       |          |
| Calci                                          | 277 mg   |
| Coure                                          | 1,658 mg |
| Ferro                                          | 15,70 mg |
| Magnesi                                        | 280 mg   |
| Fòsfor                                         | 704 mg   |
| Potassi                                        | 1.797 mg |
| Sodi                                           | 2 mg     |
| Zinc                                           | 4,89 mg  |

En conjunt, l'oli i les proteïnes presents a les llavors de soia representa aproximadament el 60% del pes de la llavor seca, les proteïnes el 40% i l'oli el 20%. La resta es compon d'un 35% de glúcids i al voltant del 5% cendres.
La major part de la proteïna de la soja és una proteïna d'emmagatzematge relativament estable a la calor. Aquesta estabilitat permet l'elaboració d'aliments que s'han de cuinar a altes temperatures, com per exemple el tofu, la llet de soia o la proteïna texturitzada de soia (farina de soia). Aquests aliments son consumits especialment per les persones que segueixen una dieta vegetariana o vegana, doncs son una font important de proteïna vegetal que els permet substituir la ingesta de carn i/o productes d'origen animal.
El principal glúcid de la soia madura són el disacàrid sacarosa (del 2,5 al 8,2%), el trisacàrid rafinosa (del 0,1 a l'1,0%) compost per una molècula de sacarosa unida a una molècula de galactosa, i el tetrasacàrid estaquiosa (de l'1,4 al 4,1%) compost per una molècula de sacarosa unida a dues molècules de galactosa. Els oligosacàrids rafinosa i estaquiosa protegeixen la llavor de la dessecació però es tracta de sucres que no són digeribles i contribueixen a les flatulències i a les molèsties abdominals en els éssers humans i els altres animals monogàstrics. Els oligosacàrids no digerits es descomponen a l'intestí gràcies als microorganismes produint gasos com el diòxid de carboni, hidrogen i metà.
Atès que els glúcids solubles de la soia es troben en el sèrum i es descomponen durant la fermentació, el concentrat de soia, la proteïna de soia, el tofu, la salsa de soia i els brots de soia germinats no provoquen flatulència. D'altra banda, pot haver alguns efectes beneficiosos per la ingesta d'oligosacàrids com la rafinosa i l'estaquiosa, en fomentar l'activitat dels bifidobacteris del còlon contra els bacteris de la putrefacció.
Els glúcids insolubles de la soia són els polisacàrids complexos de la cel·lulosa, l'hemicel·lulosa i la pectina. La majoria dels glúcids presents a la soia es poden classificar dins del que es denomina fibra alimentària.
Els principals components de la soja són:
- Isoflavones[14] (fitoestrògens): dadzeïna, genisteïna. Són fenols heterocíclics amb una fórmula estructural similar a la de l'estradiol.
- Proteïnes: principalment glicina i caseïna.
- Glúcids: holòsids, pentosans i galactògens.
- Altres: lípids, fosfolípids, esterols (sitosterol, estigmasterol), pigments carotenoides i antocians, enzims (amilasa, proteasa, ureasa), vitamines (B, D, E), saponòsids esteroidals, inositol-hexafosfat (IP6), fibra (als brots especialment), etc.

## Farmacologia

### Accions farmacològiques
- Activitat hormonal:

Els fitoestrògens de la soja tenen afinitat pels mateixos receptors que els estrògens de tipus II o B, d'aquesta manera tenen una activitat competitiva i reversible tot i no tenir una estructura químicament esteroidal.
Presenten una acció estrogènica suau. Pel que fa al cicle menstrual, les isoflavones incrementen la duració de la fase fol·licular, al mateix temps que retarden el pic de progesterona. I en l'etapa menopàusica atenuen els símptomes associats i disminueixen els fogots.
- Antitumoral:

S'ha vist que durant el període fèrtil de la dona un dels factors de risc per desenvolupar càncer d'ovari, de mama o d'endometri, d'origen hormonal és la sobreexposició als estrògens humans. Els fitoestrògens de la soja gràcies a la semblança de forma i estructura als estrògens humans poden acoblar-se als receptors d'estrògens de les cèl·lules mamàries, de l'ovari o de l'endometri evitant la sobreestimulació d'aquestes cèl·lules i reduint així els riscs que s'iniciï una divisió descontrolada i es creï un tumor.
- Antihipercolesterolèmic:

Les isoflavones de la soja disminueixen LDL-colesterol i potencien HDL-colesterol en casos d'hipercolesterolèmia en dones menopàusiques i en homes.
De la mateixa manera, la lecitina de soia afavoreix el transport de colesterol sanguini i el seu metabolisme, així es redueix el risc d'acumulació de colesterol a les parets de les artèries i es poden prevenir trastorns cardiovasculars. El consum de lecitina té efectes positius sobre les membranes cel·lulars, concretament al cervell, cor, ronyons, medul·la òssia i fetge.
- Activitat metabòlica:

La genisteïna s'usa per tractar l'osteoporosi, fenomen que sovint es dona durant la menopausa, ja té la funció de disminuir la pèrdua mineral òssia. De fet, augmenta l'activitat osteoblàstica i redueix l'activitat osteoclàstica.

### Usos medicinals
- Tractament del dèficit de proteïnes que pot ser causada per una dieta no adequada. Concretament un derivat de la soja, el tofu, conté tot el ventall d'aminoàcids essencials.
- Reemplaçament hormonal durant la menopausa.
- Coadjuvant en processos d'osteoporosi.
- Tractament per la hipertròfia benigne de pròstata.
- La lecitina de soja promou la presència del HDL-colesterol enfront del LDL-colesterol.
- Altres: per l'elaboració de farina, pa, oli, llet... També s'utilitza com a biocombustible i inclús per monocultius transgènics.

### Toxicitat
Una alimentació basant-se en soia o els seus derivats, en general és molt tolerable. No obstant això, si les llavors germinals es deixen durant un temps en condicions d'humitat, s'afavoreix l'aparició de fongs, pseudomones o altres microorganismes que posen en perill el consum de soja. Per tal de prevenir-ho, es recomana escalfar les llavors uns minuts a 90 °C.
D'altra banda, els fosfolípids de la soia ocasionalment poden presentar trastorns gastrointestinals tals com dolor d'estómac, constipació o diarrea.
Per tant, el consum de soja en general no s'associa a fenòmens de toxicitat.

### Contraindicacions
La soia conté fitoestrògens que poden pertorbar el mecanisme de lactància de les dones (i doncs disminuir la quantitat de llet) en el cas d'un consum excessiu de soia. És per això que és desaconsellat a les dones que alleten de consumir massa soia.
En un percentatge molt baix d'homes, els fitoestrògens de la soia poden provocar fenòmens com la ginecomàstia, que són reversibles en abandonar-ne el consum.

## Nutrició
Abans de poder ser consumida pels humans, la soia ha de ser cuinada en presència d'aigua per a destruir l'inhibidor tripsina. La soia crua, inclosos els llegums verds, és tòxica per als éssers humans, els porcs, els pollastres, i tots els animals monogàstrics.
La soia és considerada per alguns organismes com una font de proteïna completa. Una proteïna completa és aquella que conté quantitats significatives de tots els aminoàcids essencials que cal proporcionar al cos humà a causa de la seva incapacitat per a sintetitzar-los. Per aquesta raó, la soia és una bona font de proteïnes, i especialment per als vegetarians, els vegans i les persones que volen reduir la quantitat de carn que mengen.
Però també hi ha punts de vista que qüestionen els beneficis suposats de la soja, i posen en relleu els seus riscos sobre la nostra salut, per exemple amb relació a la fertilitat masculina i femenina, i sobre el medi ambient.

### Derivats de la soia

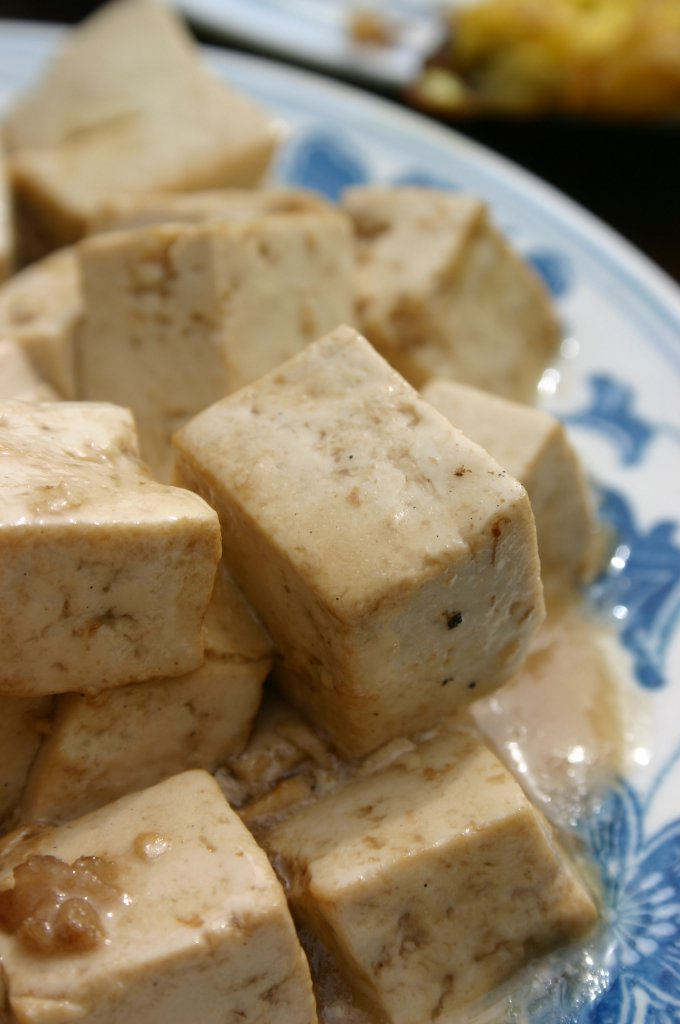
Plat de tofu. Xina

- Tempeh: és un derivat fermentat, d'aspecte compacte, ric en proteïnes, greixos insaturats, vitamines del grup B (B1, B2 i B12) i minerals (calci, fòsfor, ferro).
- Tofu, soia quallada o "formatge" de soia: quallada de la "llet de soia", molt més digerible que aquesta i amb el mateix valor nutritiu i proteic.
- Farina de soia o Kinako: molt rica en proteïnes. S'empra en pastisseria i forn.
- Oli de soia: font de greixos poliinsaturats, en especial d'àcid linolènic.
- Lecitina: interessant en el control del colesterol en la sang i en el metabolisme dels greixos. S'empra com a complement dietètic en situacions d'hipercolesterolèmia.
- Beguda de soia o "llet" de soia: la beguda comercial pot estar enriquida amb calci, vitamina B₁₂ i vitamines A i D, així com incloure aromes (vainilla, ametlla, etcètera); la beguda de soia no conté ni lactosa, ni vitamina B₁₂ ni greixos saturats, ni colesterol.
- Salsa de soia (tamari o shoyu): salsa fermentada que s'elabora a partir de soia, blat i sal marina. Realça el sabor de la carn, el peix i els vegetals. N'hi ha de diferents tipus, si bé totes són riques en sodi i contenen gran quantitat d'àcid glutàmic (aminoàcid no essencial que li confereix un gust que recorda el de la carn). La principal diferència entre el tamari i el shoyu és que el primer no inclou mai cap cereal contràriament al segon.
- Brots de soia o germinats de soia: són tendres i saborosos. S'empren en amanides, triturats, etcètera. Són rics en vitamina C i en enzims, substàncies que faciliten la digestió.
- Miso: pasta procedent de la fermentació de la soia amb sal, i sovint un cereal (arròs, blat…).

## Història
La soia és un conreu present a l'Àsia des de fa milers d'anys, continua essent un conreu important a la Xina, el Japó i Corea. Els grans de soia més antics van ser trobats a un jaciment arqueològic coreà i han estat datats al voltant de l'any 1000 aC, tanmateix no se sap si havien estat conreades o no. La datació per carboni 14 de les mostres de soia que es van recuperar durant les excavacions d'un jaciment coreà de l'època Mumun va indicar que la soia es conreava com a aliment entre el 1000 aC i el 900 aC.
La soia va ser introduïda per primera vegada a Europa a principis de la dècada del 1700 i al que avui són els Estats Units el 1765, on en principi es va destinar per a fenc. Benjamin Franklin va escriure una carta el 1770 on menciona l'enviament de llavors de soia a Anglaterra. La soia no va arribar a ser un conreu important fora d'Àsia fins aproximadament el 1910. Als Estats Units, la soia fou considera un producte industrial i no va ser utilitzada com un aliment abans de la dècada del 1920. A l'Àfrica la soia va ser introduïda des de la Xina a finals del segle xix i s'ha estès per tot el continent.

## Conreu
La soia és un conreu global important que proporciona proteïnes i oli. Als Estats Units, la major part de la collita es tracta amb solvents com l'hexà per tal d'extreure l'oli, i la farina de soia desgreixada (50% de proteïna) que queda es destina a pinsos per a l'alimentació dels animals de granja (com per exemple, pollastres, porcs, galls dindi) a una escala industrial mai vista abans durant la història humana. Només una part molt petita de la collita és consumida directament pels éssers humans. Però els productes derivats de la soia apareixen en una gran varietat dels d'aliments industrials preparats.
Durant la Segona Guerra Mundial, la soia va esdevenir important tant a l'Amèrica del Nord com a Europa, principalment com a substitut d'altres fonts de proteïnes i com a oli comestible. Va ser durant la Segona Guerra Mundial quan el Departament d'Agricultura dels Estats Units va descobrir les propietats com a adob de la soia. A la ronda de negociacions sobre aranzels de l'Organització Mundial del Comerç del 1960 (GATT) els Estats Units es van assegurar l'accés lliure d'aranzels per a la seva soia al mercat europeu. A la dècada del 1960 els Estats Units van exportar més del 90% de la soia del món. L'any 2005 els principals exportadors de soia foren Brasil (39% del total de la soia exportada al món), Estats Units (37%) i l'Argentina (16%), metre que els principals importadors foren la Xina (41% de la soia importada al món), la Unió Europea (22%), Japó (6%) i Mèxic (6%).
El conreu es realitza amb èxit en climes amb estius calorosos, amb unes condicions òptimes de creixement amb temperatures mitjanes de 20 a 30°C; les temperatures per sota de 20 °C i superiors a 40 °C retarden el creixement de manera significativa. La soia pot ser conreada sobre una àmplia gamma de sòls, amb un creixement òptim en sòls al·luvials humits amb un bon contingut de matèria orgànica. Com la majoria de les lleguminoses realitza la fixació de nitrogen establint un relació simbiòtica amb el bacteri Bradyrhizobium japonicum. Les varietats cultivars modernes arriben a fer un metre d'altura i requereixen entre 80 i 120 dies des de la sembra fins a la collita.
Les organitzacions ambientalistes, com Greenpeace i el Fons Mundial per la Natura (WWF), han informat que el conreu de la soia i la probabilitat de l'augment del seu cultiu al Brasil ha provocat la destrucció d'enormes extensions de Selva Amazònica i està encoratjant encara més la desforestació.

## Galeria d'imatges

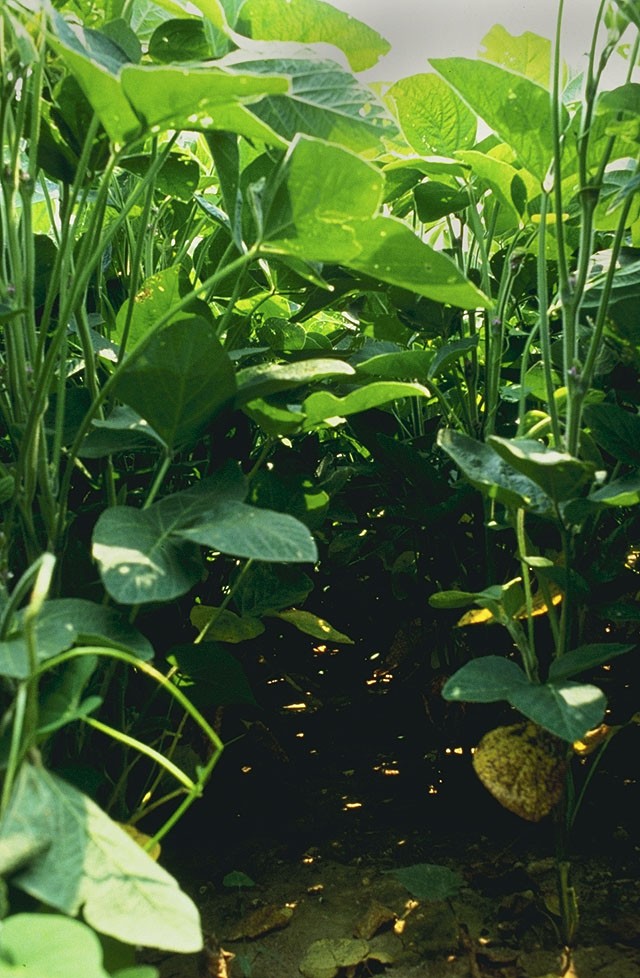
Aspecte general
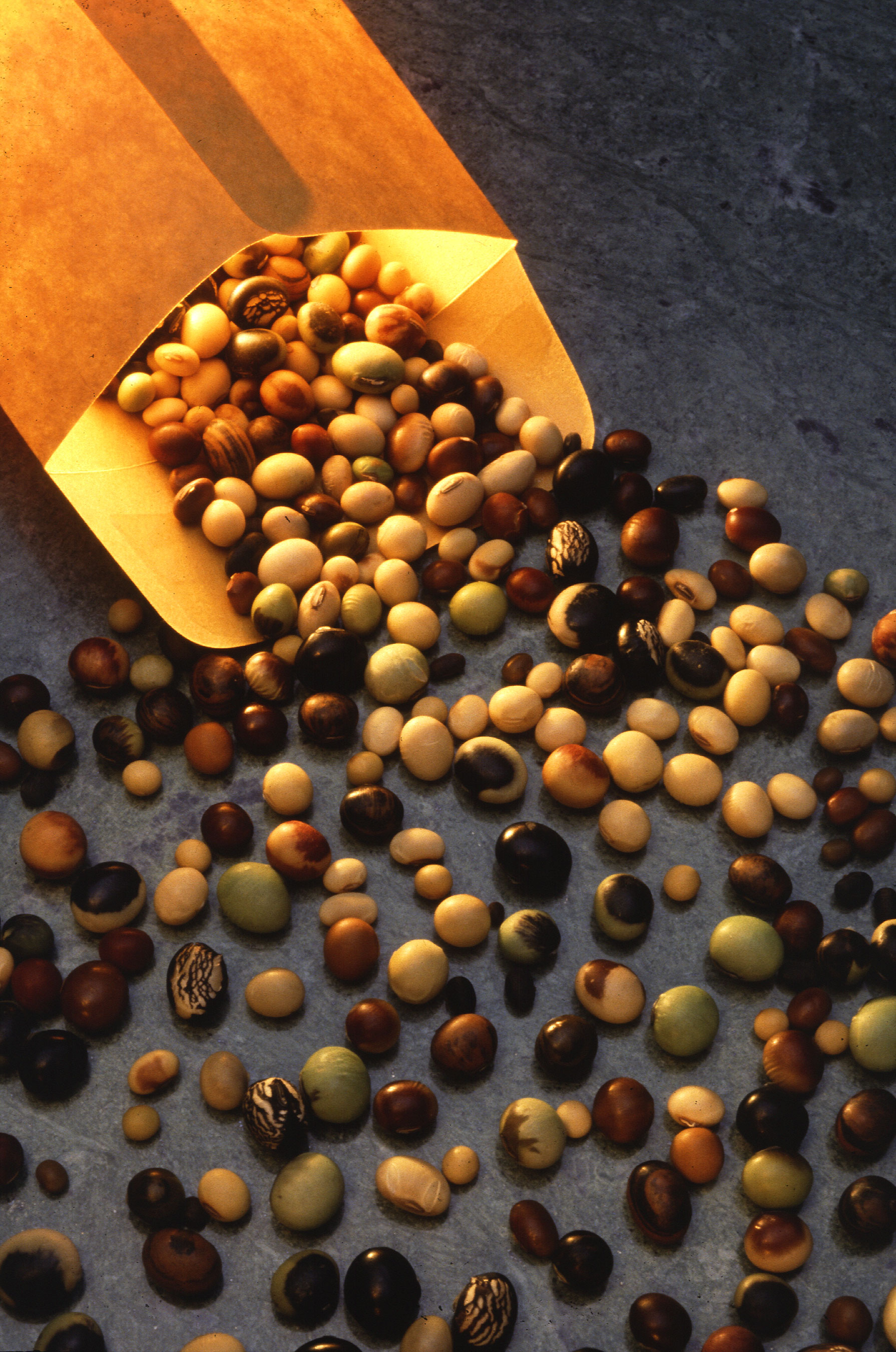
Varietats de llavors
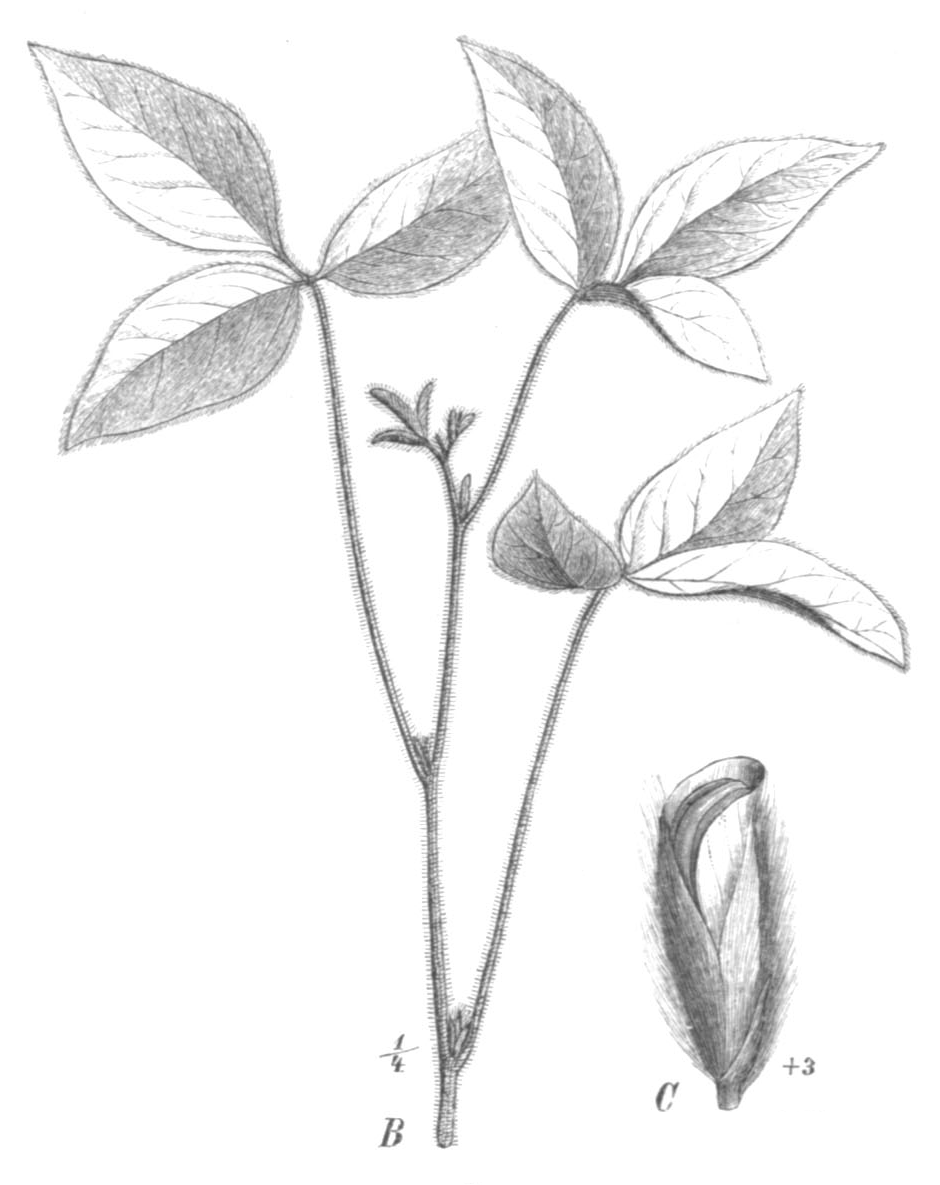
Il·lustració
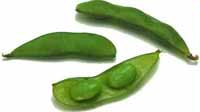
Llegums